# 贾斯珀县 (艾奥瓦州)
贾斯珀縣（英語：Jasper County）是美國愛阿華州中南部的一個縣。面積1,898平方公里。根據美國2000年人口普查，共有人口37,213人。縣治牛頓 (Newton)。
成立於1846年1月13日，縣名是紀念美國獨立戰爭軍人威廉·贾斯珀 (William Jasper)。